# Wilhelm Rödder
Wilhelm Rödder (* 12. März 1942 in Remscheid) ist ein deutscher Wirtschaftswissenschaftler.

## Leben
Rödder erwarb 1968 den Grad eines Diplom-Mathematikers an der Universität zu Köln. Neben einer Tätigkeit als wissenschaftlicher Assistent an der RWTH Aachen absolvierte er wirtschaftswissenschaftliches Aufbaustudium. 1972 promovierte er zum Dr. rer. pol. Bis 1978 war er Akademischer Rat bzw. Oberrat an der RWTH Aachen. Nach einer Gastprofessur an der Universidade Federal de Santa Catarina von 1979 bis 1983 nahm er seine Tätigkeit als Akademischer Oberrat an der RWTH Aachen wieder auf und habilitierte sich im Mai 1985 für das Fach Operations Research. Bis zu seiner Berufung als ordentlicher Professor an die Universität der Bundeswehr in Hamburg 1988 wirkte er als Privatdozent weiter in Aachen. Im Jahre 1991 wurde er zum Inhaber des Lehrstuhls für Betriebswirtschaftslehre, insbesondere Operations Research, an der FernUniversität in Hagen berufen, wo er bis zu seiner Emeritierung 2010 wirkte.

## Veröffentlichungen
- Wirtschaftsmathematik für Studium und Praxis 1, Lineare Algebra (Springer-Lehrbuch)
- Wirtschaftsmathematik für Studium und Praxis 2, Analysis I (Springer-Lehrbuch)
- Wirtschaftsmathematik für Studium und Praxis 3, Analysis II (Springer-Lehrbuch)